# Hornillo

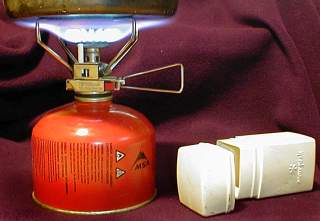
Hornillo

Un hornillo, cocinilla, anafe, calentador o infiernillo es un utensilio pequeño y portátil para cocinar y calentar alimentos al aire libre.
Elemento básico en el origen de la alimentación humana, como objeto útil sigue usándose en excursiones, acampadas o picnics, etc. 
El modelo de hornillo de gas consta de un quemador y un soporte para apoyar un recipiente sobre él. El combustible puede ser alcohol de quemar, gas licuado, acpm, gasolina, etc. Para uso doméstico existen diversos tipos de ingenios eléctricos. 

## Hornillos cerámicos

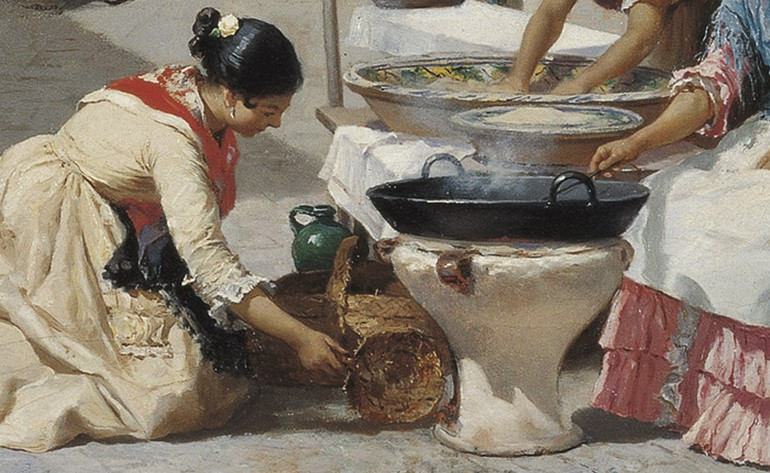
Loza popular andaluza en el cuadro de Manuel Wssel de Guimbarda Vendedoras de rosquillas en una calle de Sevilla (1881, detalle). En primer plano el hornillo tradicional de origen árabe, un gran "fogón" o anafre.

En el origen histórico, morfológico y utilitario del hornillo se encuentran los anafes introducidos en Europa por las invasiones musulmanas a partir del siglo vii, cocinas portáles de las que ya hay precedente clásico en el legado arqueológico greco-romano. Los primitivos hornillos cerámicos podían tener dos pisos en su interior, siendo el superior el brasero propiamente dicho, y que servía de base al recipiente en el que se cocinaba. El brasero disponía de una serie de perforaciones o respiraderos.
Los hornitos aromáticos de cerámica han sido utilizados durante siglos en diferentes culturas para quemar incienso y perfumar interiores. Su origen se remonta a la antigua Grecia, donde se utilizaban con fines religiosos y rituales. Con el tiempo, su uso se ha extendido por todo el mundo, adoptando una variedad de formas y diseños que reflejan las distintas tradiciones y estilos estéticos de cada región. Hoy en día, los hornitos aromáticos siguen siendo populares tanto por su funcionalidad como por su valor decorativo, y se pueden encontrar en una amplia gama de estilos, desde los más tradicionales hasta los más modernos y artísticos.